# ستيف بوتر
ستيف بوتر (بالإنجليزية: Steve Potter)‏ (1955 في المملكة المتحدة - ) هو لاعب كرة قدم بريطاني في مركز حراسة المرمى. لعب مع سوانزي سيتي ومانشستر سيتي وBridgend Town A.F.C. ‏.